# نمیر نورالدین
نمیر نورالدین (عربی: نمير نورالدين؛ ۱ سپتامبر ۱۹۸۴ – ۱۲ ژوئیهٔ ۲۰۰۷) عکاس و روزنامه‌نگار اهل عراق بود. او به همراه هفت تن دیگر در پی تهاجم هوایی بغداد، ۱۲ ژوئیه ۲۰۰۷ توسط نیروی زمینی ایالات متحده آمریکا کشته شد.